# كلية الطب البشري بجامعة ميشيغان الحكومية
كلية الطب البشري بجامعة ميشيغان الحكومية (بالإنجليزية: Michigan State University College of Human Medicine)‏ هي إحدى الكليات لتدريس الطب في الولايات المتحدة الأمريكية. تقع في مدينة إيست لانسنغ في ولاية ميشيغان الأمريكية. نوع الشهادة الطبية التي يتم تحصيلها هناك هي دكتور في الطب.